# Konakamura Kiyonori
Konakamura Kiyonori (小中村清矩) est un universitaire japonais né le 22 janvier 1822 et mort le 11 octobre 1895. Il exerce comme historien à l'université de Tokyo, et est issu du courant des Kokugaku.